# Calliscelio elegans
Espèce
Synonymes
- Caenoteleia elegans
- Caloteleia elegans
- Calliscelio tanugatra

Calliscelio elegans est une espèce d'insectes de l'ordre des hyménoptères et de la famille des Platygastridae ou des Scelionidae selon les classifications et de la sous-famille des Scelioninae. Elle est trouvée sur l'ïle d'Oahu dans l’archipel d'Hawaï. L'espèce s'est répandue au niveau des tropiques dans le reste du monde.